# ماندرینرینا
ماندرینرینا (به لاتین: Manerinerina) یک منطقهٔ مسکونی در ماداگاسکار است که در آمباتو-بوئنی (بخش) واقع شده‌است.
 ماندرینرینا  ۱۶٬۰۰۰ نفر جمعیت دارد و ۷۱ متر بالاتر از سطح دریا واقع شده‌است.